# 推薦文
推薦文（英: Testimonial）は、宣伝や広告において、有名人や一般人が何らかの商品の利点を賞賛している文章である。英語では、一般人の推薦文を "testimonial"、セレブリティの推薦文を "endorsement" と呼ぶ。

## 広告史における推薦文
推薦文は、19世紀から20世紀にかけての特許医薬品の広告で一般化した。生活暦や他の広報出版物は、問題の商品の治療効果を示す複数の推薦文や写真で埋め尽くされた。Pierce's Golden Medical Discovery の R.V. Pierce は1875年 The People's Common Sense Medical Adviser を出版し、その刊行は40年間続いた。この本には、当時の医学知識に加えて、Pierce の医薬品とバッファローにあるクリニックの推薦文が多数掲載されていた。多くの推薦文には、Pierce の医薬品で救われたという女性の写真が付随していた。
一般人だけでなく、政治家、芸能人、その他のセレブリティが特許医薬品への推薦文を寄せた。コカインを含有した特許医薬品 Vin Mariani のメーカーは、最も貴重な推薦文として法王レオ13世の推薦文を得たことがある。ヴィクトリア女王もよく特許医薬品や他の製品に推薦文を与えたり、より控えめな宣伝方法として「王室御用達」のお墨付きを与えている。
その後、推薦文の時代の終焉が訪れた。広告業者は人々が推薦文をわざわざ読んだりしないことに気づいた。推薦文の多さは説得力を持たず、何もアピールしないことに気づいたのである。大衆はそのような逸話の信憑性を疑うようになっていった。
健康関連商品は、推薦文が今もある程度有効に働く市場である。偽薬効果もあり、また医師に自分の弱点を見せたくないという人もいるため、効果のほどは定かでない商品が売られ続けている。欧米ではこのような商品を "snake oil" と呼ぶ。

## 宣伝活動への有名人の起用
広告主は、マーケティングキャンペーンにおけるセレブリティの使用の影響を定量化・定性化しようとしてきた。すなわち、その知名度、魅力、ブランドイメージとの整合性、消費者の購買活動へのセレブリティの影響などを評価してきた。
例えば、オムニコムの Davie Brown Entertainment はブランドのマーケティング担当者および広告代理店向けにセレブリティごとの購買意欲への影響等をインデックス化した。ウォールストリート・ジャーナルによれば、その "Davie-Brown Index" は「広告主と広告代理店の人間が、一般消費者が特定の有名人を広告で見たことが購入を決定する動機となるかを判断することを可能にする」とされている。
有名人の推薦文は中国で非常に効果的であることが判明した。これは、消費者意識の増大によって、推薦された商品を購入することがステータスシンボルになると考えられているためである。2007年8月1日、中国では薬やサプリメントの広告で、医療従事者と映画スターとポップ・シンガーなどの有名人を登場させることを禁止する法律が成立した。中国では既に2006年に、スポーツ選手が広告に関わることを禁止していた。